# Chavignon
Chavignon é uma comuna francesa na região administrativa de Altos da França, no departamento de Aisne. Estende-se por uma área de 11,55 km². Em 2010 a comuna tinha 840 habitantes (densidade: 72,7 hab./km²).